# Salix argyrotrichocarpa
Salix argyrotrichocarpa — вид квіткових рослин із родини вербових (Salicaceae).

## Морфологічна характеристика
Це кущ до 3 метрів заввишки. Гілочки пурпурувато-коричневі, голі; молоді гілочки голі чи злегка запушені. Листки сидячі чи майже так; листкова пластина обернено-яйцеподібно-еліптична, 5–7 × 2.5–3 см, обидві поверхні рівномірно забарвлені або абаксіально зеленуваті, голі, адаксіально зморшкуваті, злегка ворсисті в молодості, голі, за винятком уздовж жилок, край цільний, верхівка гостра чи округла. Жіночі сережки 6–7 × ≈ 1.3 см.

## Середовище проживання
Тибет. Населяє гірські схили; на висотах ≈ 3900 метрів.